# Escuela de Servicio Exterior Edmund A. Walsh
La Escuela de Servicio Exterior Edmund A. Walsh (Edmund A. Walsh School of Foreign Service en idioma inglés) es la escuela de estudios internacionales de la Universidad de Georgetown. Se considera una de las principales escuelas de asuntos internacionales, otorgando títulos a nivel de pregrado y posgrado. Entre los alumnos destacados se encuentran el presidente de los Estados Unidos, Bill Clinton, el exdirector de la CIA, George Tenet, y el rey Felipe VI de España, así como los jefes de Estado o de gobierno de muchos países. Su facultad también ha incluido muchas figuras distinguidas en asuntos internacionales, como la ex secretaria de Estado de los Estados Unidos, Madeleine Albright, la exsecretaria de Defensa de los Estados Unidos, Chuck Hagel, y el expresidente de Polonia, Aleksander Kwaśniewski.
Fue fundada en 1919, seis años antes de la fundación del Servicio Exterior de los Estados Unidos y es conocida por la gran cantidad de graduados que terminan trabajando en la política exterior de los Estados Unidos. A pesar de su reputación de producir destacados estadistas y diplomáticos estadounidenses, el SFS no es una academia diplomática, y sus graduados continúan teniendo carreras en un conjunto diverso de sectores, incluyendo Wall Street.
La Escuela del Servicio Exterior fue establecida por el jesuita Edmund A. Walsh con el objetivo de preparar a los estadounidenses para diversas profesiones internacionales a raíz de la expansión de la participación de Estados Unidos en los asuntos mundiales después de la Primera Guerra Mundial. Hoy, la escuela alberga un cuerpo estudiantil de aproximadamente 2,250 de más de 100 naciones cada año. Ofrece un programa de pregrado basado en las artes liberales, que conduce a la Bachiller universitario en ciencias en el Servicio Exterior (BSFS), así como a ocho programas de posgrado interdisciplinarios.

## Cursos académicos

### Programas de pregrado
Después de completar los requisitos básicos, los estudiantes declaran una de las siguientes especialidades.
- Culture and Politics (CULP)
- Global Business (GBUS)
- International Economics (IECO)
- International History (IHIS)
- International Political Economy (IPEC)
- International Politics (IPOL)
- Regional and Comparative Studies (RCST)
- Science, Technology, & International Affairs (STIA)

### Programas de posgrado
Los estudiantes de posgrado pueden obtener ocho títulos de posgrado interdisciplinarios en la escuela:
- Master of Science in Foreign Service (MSFS)
- Master of Arts in Security Studies
- Master of Global Human Development
- Master of Arts in Arab Studies
- Master of Arts in Asian Studies
- Master of Arts in German and European Studies
- Master of Arts in Eurasian, Russian and East European Studies
- Master of Arts in Latin American Studies

También se ofrecen dos títulos conjuntos en asociación con la McDonough School of Business de Georgetown. El primero es el Global Executive MBA, que se ofrece en colaboración con la ESADE Business School en España y la INCAE Business School en Costa Rica. El segundo es la maestría en negocios y políticas internacionales.
SFS es miembro de The Association of Professional Schools of International Affair (APSIA), un grupo de escuelas de política pública, administración pública y asuntos internacionales.

## Certificados
Georgetown ofrece una serie de programas de pregrado: estudios africanos, árabes, asiáticos, australianos y neozelandeses, alemanes y europeos, diplomacia comercial internacional, desarrollo internacional, comprensión musulmana-cristiana, civilización judía, justicia y estudios de paz, estudios latinoamericanos, estudios medievales, estudios de Rusia y Europa del Este, pensamiento social y político, y estudios de mujeres y género.

### Reputación y rankings
Los programas de Georgetown en relaciones internacionales se han clasificado constantemente entre los mejores del mundo en encuestas de académicos del campo que han sido publicados cada dos años desde 2005 por la revista Foreign Policy. En 2014, y nuevamente en 2018, Foreign Policy clasificó a los programas de maestría de Georgetown como primeros en el mundo y sus programas de licenciatura en cuarto lugar. En una encuesta separada de los creadores de la política exterior estadounidense de 2011, Georgetown ocupó el segundo lugar en general, después de Harvard, en la calidad de preparación para una carrera en el gobierno de los EE. UU., Independientemente del título obtenido.